# Jeffrey Brown
Jeffrey Brown est un auteur de bandes dessinées américain né en juillet 1975 à Grand Rapids dans l’État du Michigan.

## Biographie
Brown a grandi dans le Michigan, avant de déménager à Chicago, Illinois, en 2000. Il auto-publie son premier livre, Clumsy, qui retient l'attention dans le milieu de la bd underground américaine, puis publie chez Top Shelf Productions. On retrouve aussi son œuvre au Canada chez Drawn & Quarterly.
Le travail de Jeffrey Brown est souvent auto-biographique et décrit des moments intimes. Il traite souvent des rapports interpersonnels et des relations amoureuses.
Il s'est aussi intéressé aux super-héros dans Bighead ainsi que dans la série Sulk. Son mini-comic I Am Going To Be Small est une collection de vignettes souvent absurdes qui a remporté un prix Ignatz Award en 2003.
Jeffrey Brown est apparu à l'émission radiophonique This American Life sur NPR et a réalisé le vidéoclip pour la chanson Your Heart Is an Empty Room du groupe Death Cab for Cutie.
Il a publié Funny Misshapen Body: A Memoir en 2009.

## Publications
- Clumsy (réédité en 2005. édition française : Ego comme x, 2006)
- Unlikely (réédité en 2005. édition française : Ego comme x, 2007)
- AEIOU or Any Easy Intimacy (réédité en 2005. édition française : Ego comme x, 2009)
- I Am Going To Be Small (2003, réédité en 2006)
- Bighead (2004, édition française : 6 pieds sous terre)
- Top Shelf Tales (2004)
- Be A Man (2005)
- Minisulk (2005)
- Conversation #2 (avec James Kochalka, 2005)
- Every Girl is the End of the World for Me (2006)
- Feeble Attempts (2007)
- Cat Getting Out Of The Bag and Other Observations (2007)
- Incredible Change-Bots (2007)
- Little Things (2008. édition française « à la demande » : Ego comme x, 2011)
- Sulk (Vol 1): Bighead and Friends (2008)
- Sulk (Vol 2): Deadly Awesome (2008)
- Funny Misshapen Body: A Memoir (2009)
- Il a participé au tome 4 des albums collectifs « Kramers Ergot » (Avodah Books, 2003)  (ISBN 0-9677989-5-7) réédité chez Gingko Press (2004) puis Buenaventura Press (2008)  (ISBN 0-9800039-7-0)

## Prix et récompenses
- 2003 : Prix Ignatz du meilleur minicomic pour I Am Going to Be Small
- 2013 : Prix Eisner de la meilleure publication humoristique pour Darth Vader and Son
- 2014 : Prix Eisner de la meilleure publication humoristique pour Vader's Little Princess'